# Система Вейда-Джайлза
Система Вейда-Джайлза (англ. Wade–Giles) це система латинізації Мандаринської мови.  Вона розвинулася на основі системи, створеної Томасом Френсісом Вейдом у середині 19 століття, і отримала завершену форму в Китайсько-англійському словнику Герберта А. Джайлза 1892 року.
Системи латинізації, які використовувалися до кінця 19-го століття, базувалися на Нанкінському говорі, але Вейд-Джайлз базувався на Пекінському говорі та був системою транскрипції, знайомою в англомовному світі протягом більшої частини 20-го століття. Обидва ці типи транскрипції використовувалися в поштових латинізаціях (латинізовані назви місць, стандартизовані для поштового використання). У материковому Китаї система Вейда-Джайлза була здебільшого замінена системою латинізації Ханью Піньїнь, яка була офіційно прийнята в 1958 році, за винятком латинізованих форм деяких із найуживаніших назв місць і осіб, а також інших власних іменників. Латинізовані назви для більшості місцевостей, осіб та інших власних іменників на Тайвані базуються на системі Вейда-Джайлза, наприклад Гаосюн, Острови Мацзу та Цзян Цзін-ґо.

## Історія
Система Вейда-Джайлза була розроблена Томасом Френсісом Вейдом, китайським знавцем і британським послом у Китаї, який був першим професором китайської мови в Кембриджському університеті. Вейд опублікував у 1867 році перший підручник Пекінського говору мандаринської мови англійською мовою "Yü-yen Tzŭ-erh Chi" (кит.: 语言自迩集; кит. традиц.: 語言自邇集), який став основою для латинкової системи, пізніше відомої як система Вейда-Джайлза. Система, призначена для транскрипції китайських термінів для китайських спеціалістів, була додатково вдосконалена в 1892 році Гербертом Алленом Джайлзом, британським дипломатом у Китаї та його сином Ліонелєм Джайлзом, куратором Британського музею.
Тайвань десятиліттями використовував систему Вейда-Джайлза як стандарт, існуючи разом із кількома офіційними латинізаціями поспіль, а саме, Gwoyeu Romatzyh, Mandarin Phonetic Symbols II і Tongyong Pinyin (Тоньон Піньїнь). Партія Ґоміньдан раніше пропагувала Піньїнь після успішної кандидатури Ма Їнцзю в президенти в 2008 році та в ряді міст, де ґоміньданівці обирали мерів. Однак нинішня адміністрація Цай Інвеню і Демократична прогресивна партія разом з більшістю людей на Тайвані, як корінних, так і за кордоном, використовують правопис і транскрибують свої юридичні імена в системі Вейда-Джайлза, а також в інших вищезгаданих системах.

## Ініціалі та фіналі
У наведених нижче таблицях показано латинізацію кожного китайського звуку системою Вейда-Джайлза (жирним шрифтом), разом із відповідним фонетичним символом МФА (у квадратних дужках) та відповідним переданням у Чжуїнь, Піньїнь (під ними) та в системі Кірносової-Цісар (в дужках), для зручності.

### Ініціалі
|            |             | Губні           | Зубні/Ясенні      | Ретрофлексні       | Ясенно-твердопіднебінні | Середньоязикові |
| ---------- | ----------- | --------------- | ----------------- | ------------------ | ----------------------- | --------------- |
| Носові     | Носові      | M(М) [m] ㄇ M   | N(Н) [n] ㄋ N     |                    |                         |                 |
| Прорівні   | Непридихові | P(Б) [p] ㄅ B   | T(Д) [t] ㄉ D     |                    |                         | K(Ґ) [k] ㄍ G   |
| Прорівні   | Придихові   | Pʻ(П) [pʰ] ㄆ P | Tʻ(Т) [tʰ] ㄊ T   |                    |                         | Kʻ(К) [kʰ] ㄎ K |
| Африкати   | Непридихові |                 | Ts(Дз) [ts] ㄗ Z  | Ch(Дж) [ʈʂ] ㄓ Zh  | Ch(Дзь) [tɕ] ㄐ J       |                 |
| Африкати   | Придихові   |                 | Tsʻ(Ц) [tsʰ] ㄘ C | Chʻ(Ч) [ʈʂʰ] ㄔ Ch | Chʻ(Ць) [tɕʰ] ㄑ Q      |                 |
| Фрикативні | Фрикативні  | F(Ф) [f] ㄈ F   | S(С) [s] ㄙ S     | Sh(Ш) [ʂ] ㄕ Sh    | Hs(Сь) [ɕ] ㄒ X         | H(Х) [x] ㄏ H   |
| Плавні     | Плавні      |                 | L(Л) [l] ㄌ L     | J(Ж) [ɻ~ʐ] ㄖ R    |                         |                 |

### Фіналі
|           | Фіналь            | Фіналь                  | Фіналь         | Фіналь                   | Фіналь              | Фіналь                 | Фіналь                   | Фіналь             | Фіналь               | Фіналь                 | Фіналь               | Фіналь                    | Фіналь              | Фіналь                | Фіналь                    |
| Голосні   | Голосні           | Голосні                 | Голосні        | Голосні                  | Голосні             | /n/                    | /n/                      | /n/                | /n/                  | /n/                    | /ŋ/                  | /ŋ/                       | /ŋ/                 | /ŋ/                   |                           |
| --------- | ----------------- | ----------------------- | -------------- | ------------------------ | ------------------- | ---------------------- | ------------------------ | ------------------ | -------------------- | ---------------------- | -------------------- | ------------------------- | ------------------- | --------------------- | ------------------------- |
| Голосні   | A(а)[a] ㄚ A      | Ê/O(е)[ɤ] ㄜ E          | I(і)[i] ㄧ I   | U(у)[u] ㄨ U             | Ü(ю)[y] ㄩ Ü        | O/Uo(O) [wo] ㄛ o/uo   | An(Ань) [an] ㄢ an       | Ên(Ень) [ən] ㄣ en | In(Інь) [in] ㄧㄣ in | Un(Вень) [wən] ㄨㄣ un | Ün(Юнь) [yn] ㄩㄣ ün | Ang(Ан) [aŋ] ㄤ ang       | Êêng(Ен)[əŋ] ㄥ eng | Ing(Ін) [iŋ] ㄧㄥ ing | Ung(Он/Ун) [ʊŋ] ㄨㄥ ong  |
| Дифтонґи  | Ai(ай)[ai] ㄞ Ai  | Ei(ей)[ei] ㄟ Ei        | Ih/Ŭ [ɨ] ㄭ -I | Ui/Uei(вей)[wei] ㄨㄟ Ui | Üeh(Юе)[ɥe] ㄩㄝ üe | Ou(Оу) [ou] ㄡ ou      | Uan(Вань) [wan] ㄨㄢ uan |                    |                      |                        |                      | Uang(Ван) [waŋ] ㄨㄤ uang |                     |                       |                           |
| Дифтонґи  | Ia(Я)[ja] ㄧㄚ ia | Ieh(Є)[je] ㄧㄝ ie      |                | Iu(ьоу) [jou] ㄧㄡ iu    | Ua(Ва) [wa] ㄨㄚ ua | Ao(Ао) [au] ㄠ ao      | Ien(Янь) [jɛn] ㄧㄢ ian  |                    |                      |                        |                      | Iang(Ян) [jaŋ] ㄧㄤ iang  |                     |                       | Iung(ьон) [jʊŋ] ㄩㄥ iong |
| Трифтонґи |                   | Uai(Вай) [wai] ㄨㄞ uai |                |                          |                     | Iao(Яо) [jau] ㄧㄠ iao |                          |                    |                      |                        |                      |                           | Êrh(Ер)[aɚ̯] ㄦ er   |                       |                           |

### Склади, що починаються з медіалі
|         |          | Фіналь                  | Фіналь                  | Фіналь                 | Фіналь                   | Фіналь                     | Фіналь                    | Фіналь                    |
| Голосні | Голосні  | Голосні                 | /n/                     | /n/                    | /ŋ/                      | /ŋ/                        |                           |                           |
| ------- | -------- | ----------------------- | ----------------------- | ---------------------- | ------------------------ | -------------------------- | ------------------------- | ------------------------- |
| /j/     | Голосні  | Ya(Я) [ja] ㄧㄚ ya      | Yeh(Є) [je] ㄧㄝ ye     | I/Yi(Ї) [i] ㄧ yi      | Yen(Янь) [jɛn] ㄧㄢ yan  | Yin(Їнь) [in] ㄧㄣ yin     | Yang(Ян) [jaŋ] ㄧㄤ yang  | Ying(Їн) [iŋ] ㄧㄥ ying   |
| /j/     | Дифтонґи | Yai(Яй) [jai] ㄧㄞ yai  | Yao(Яо) [jau] ㄧㄠ yao  | Yu(Йоу) [jou] ㄧㄡ you |                          |                            |                           | Yung(Йон) [jʊŋ] ㄩㄥ yong |
| /w/     | Голосні  | Wa(Ва) [wa] ㄨㄚ wa     | Wo(Во) [wo] ㄨㄛ wo     | Wu(Ву) [u] ㄨ wu       | Wan(Вань) [wan] ㄨㄢ wan | Wên(Вень) [wən] ㄨㄣ wen   | Wang(Ван) [waŋ] ㄨㄤ wang | Wêng(Вен) [wəŋ] ㄨㄥ weng |
| /w/     | Дифтонґи | Wai(Вай) [wai] ㄨㄞ wai | Wei(Вей) [wei] ㄨㄟ wei |                        |                          |                            |                           |                           |
| /ɥ/     | /ɥ/      | Yü(Ю) [y] ㄩ yu         | Yüeh(Юе) [ɥe] ㄩㄝ yue  |                        | Yün(Юнь) [yn] ㄩㄣ yun   | Yüan(Юань) [ɥɛn] ㄩㄢ yuan |                           |                           |

## Особливості системи

### Приголосні та ініціалі
Особливістю системи Вейда-Джайлза є передавання придихів за допомогою символу, що нагадує апостроф. Томас Вейд та інші використовували ʽ(U+02BD) або ʻ(U+02BB), запозичену з політонічної орфографії давньогрецької мови. Дехто міг використовувати простий апостроф '(U+0027). Зворотна галочка та візуально подібні символи інколи можна побачити в різних електронних документах, які використовують цю систему. 
Приклади використання: p-pʻ, t-tʻ, k-kʻ, ch-chʻ. Використання цього символа зберігає b, d, g, j для латинізації китайських говірок, що містять дзвінкі приголосні, наприклад, Шанхайський говір або Південномінська мова. Також, іноді, придих може позначатись, подібно до МФА, літерою h у верхньому індексі (h).
Люди, які погано знаються на системі Вейда-Джайлза, доволі часто ігнорують ці апострофи (або інші з вишеперечислених символів), не знаючи, що вони передають важливу інформацію. Піньїнь, в свою чергу, вирішує цю проблему, використовуючи символи, які зазвичай використовують для позначення дзвінких звуків (яких нема у Мандарині) b-p, d-t, g-k, j-q, zh-ch.
Частково через поширене пропускання апострофів, чотири звуки, представлені в Піньїні як j, q, zh, ch, часто перетворюються на ch, зокрема у багатьох власних назвах. Однак, якщо апострофи збережені, система виявляє симетрію, яка не залишає накладання:
- Неретрофлексні ch (Піньїнь j) та chʻ (Піньїнь q) завжди стоять перед ü або i.
- Ретрофлексні  ch (Піньїнь zh) та chʻ (Піньїнь ch) завжди стоять перед ih, a, ê, e, o, u.

### Голосні та фіналі

#### Складові приголосні
Система Вейда-Джайлза передає два типи складових голосних: 
- -ŭ використовується після сибілянтів tz, tzʻ, ss (Піньїнь z, c, s).
- -ih вживається після ретрофлексів ch, chʻ, sh, j (Піньїнь zh, ch, sh, r).

-ŭ та -ih записуються у Піньїні як -і.
| МФА                | МФА                | [ʈ͡ʂɻ̩] | [ʈ͡ʂʰɻ̩] | [ʂɻ̩] | [ɻɻ̩] | [t͡sɹ̩] | [t͡sʰɹ̩] | [sɹ̩] |
| Єльська система    | Єльська система    | Jr    | Chr    | Shr  | R    | Dz    | Tsz    | Sz   |
| MPS II             | MPS II             | Jr    | Chr    | Shr  | R    | Tz    | Tsz    | Sz   |
| Вейд-Джайлз        | Вейд-Джайлз        | chih  | Chʻih  | Shih | Jih  | Tzŭ   | Tzʻŭ   | Sŭ   |
| Піньїнь            | Піньїнь            | Zhi   | Chi    | Shi  | Ri   | Zi    | Ci     | Si   |
| Gwoyeu Romatzyh    | Gwoyeu Romatzyh    | Jy    | Chy    | Shy  | Ry   | Tzy   | Tsy    | Sy   |
| Вейд-Джайлз(спрощ) | Вейд-Джайлз(спрощ) | Chy   | Chhy   | Shy  | Ry   | Tsy   | Tshy   | Sy   |
| Чжуїнь             | Чжуїнь             | ㄓ    | ㄔ     | ㄕ   | ㄖ   | ㄗ    | ㄘ     | ㄙ   |

#### Голосна О
Кінцеве o в системі Вейда-Джайлза має дві вимови в сучасному Пекінському говорі: [wo] та [ɤ].
[ɤ] пишеться як о, коли вона є окремою фіналью (ko, kʻo, ho), пишеться як ê, коли вона у складі фіналей [ɤn] та [ɤŋ], або утворює окремий склад (ê, ên, êng). (Піньїнь: ge, ke, he та е, en, eng)
[wo] пишеться як o, окрім складу wo: wo, cho, to, lo. (Піньїнь: wo, zhuo, duo, luo)
| МФА         | [pwo] | [pʰwo] | [mwo] | [fwo] | [two]  | [tʰwo] | [nwo]  | [lwo]  | [kɤ] | [kʰɤ] | [xɤ] | [ʈ͡ʂwo] | [ʈ͡ʂʰwo] | [ʐwo]  | [t͡swo] | [t͡sʰwo] | [swo]  | [ɤ] | [wo] |
| Вейд-Джайлз | po    | pʻo    | mo    | fo    | to     | tʻo    | no     | lo     | ko   | kʻo   | ho   | cho    | chʻo    | jo     | tso    | tsʻo    | so     | o/ê | wo   |
| Чжуїнь      | ㄅㄛ  | ㄆㄛ   | ㄇㄛ  | ㄈㄛ  | ㄉㄨㄛ | ㄊㄨㄛ | ㄋㄨㄛ | ㄌㄨㄛ | ㄍㄜ | ㄎㄜ  | ㄏㄜ | ㄓㄨㄛ | ㄔㄨㄛ  | ㄖㄨㄛ | ㄗㄨㄛ | ㄘㄨㄛ  | ㄙㄨㄛ | ㄜ  | ㄨㄛ |
| Піньїнь     | bo    | po     | mo    | fo    | duo    | tuo    | nuo    | luo    | ge   | ke    | he   | zhuo   | chuo    | ruo    | zuo    | cuo     | suo    | e   | wo   |

### Тони
Тони в системі Вейда-Джайлза позначаються за допомогою надрядкових чисел (1–4), розміщених після складу. Це контрастує з використанням діакритики для представлення тонів Піньїнь. Наприклад, Піньїнь: qiàn; Вейд-Джейлз: chʻien4.
| Тон         | Ієроґліфи | Піньїнь | Вейд-Джайлз |
| ----------- | --------- | ------- | ----------- |
| Високий     | 妈; 媽;   | mā      | ma1         |
| Піднятий    | 麻;       | má      | ma2         |
| Низький     | 马; 馬;   | mǎ      | ma3         |
| Спадаючий   | 骂; 罵;   | mà      | ma4         |
| Нейтральний | 吗; 嗎;   | ma      | ma          |

### Розділові знаки
Вейд-Джайлз використовує дефіси (-) для розділення всіх складів у слові (у той час як Піньїнь розділяє склади лише в спеціально визначених випадках).
Якщо склад не є першим у слові, його перша буква не пишеться з великої літери, навіть якщо вона є частиною власного іменника. Використання апострофів, дефісів і великих літер часто не спостерігається в назвах місць і особистих іменах. Наприклад, більшість закордонних тайванців пишуть свої імена як "Tai Lun" або "Tai-Lun", тоді як за системою Вейда-Джайлза насправді буде "Tai-lun". 

## Порівняння з иншими системами
| МФА            | ɑ  | ɔ  | ɤ   | ɛ  | aɪ | eɪ̯ | ɑʊ̯ | ɤʊ̯ | an | ən | ɑŋ  | ɤŋ  | ɑɻ  | ʊŋ   | i  | i̯ɛ   | i̯ɤʊ̯  | i̯ɛn  | in   | iŋ   |
| Піньїнь        | a  | o  | e   | e  | ai | ei | ao | ou | an | en | ang | eng | er  | ong  | yi | ye   | you  | yan  | yin  | ying |
| Тун'юн-піньїнь | a  | o  | e   | e  | ai | ei | ao | ou | an | en | ang | eng | er  | ong  | yi | ye   | you  | yan  | yin  | ying |
| Вейд-Джайлз    | a  | o  | o/ê | eh | ai | ei | ao | ou | an | ên | ang | êng | êrh | ung  | i  | yeh  | yu   | yen  | yin  | ying |
| Чжуїнь         | ㄚ | ㄛ | ㄜ  | ㄝ | ㄞ | ㄟ | ㄠ | ㄡ | ㄢ | ㄣ | ㄤ  | ㄥ  | ㄦ  | ㄨㄥ | ㄧ | ㄧㄝ | ㄧㄡ | ㄧㄢ | ㄧㄣ | ㄧㄥ |
| Приклад        | 阿 | 哦 | 俄  |    | 艾 | 黑 | 凹 | 偶 | 安 | 恩 | 昂  | 冷  | 二  | 中   | 一 | 也   | 又   | 言   | 音   | 英   |

| МФА            | u  | u̯ɔ   | u̯eɪ̯  | u̯aɪ̯  | u̯an  | u̯ən  | u̯ʊn  | u̯ɤŋ  | u̯ʊŋ  | y  | y̯œ   | y̯ɛn  | yn   | i̯ʊŋ  |
| Піньїнь        | wu | wo   | wei  | wai  | wan  | wen  |      | weng |      | yu | yue  | yuan | yun  | yong |
| Тун'юн-піньїнь | wu | wo   | wei  | wai  | wan  |      | wun  |      | wong | yu | yue  | yuan | yun  | yong |
| Вейд-Джайлз    | wu | wo   | wei  | wai  | wan  | wên  |      | wêng |      | yü | yüeh | yüan | yün  | yung |
| Чжуїнь         | ㄨ | ㄨㄛ | ㄨㄟ | ㄨㄞ | ㄨㄢ | ㄨㄣ | ㄨㄣ | ㄨㄥ | ㄨㄥ | ㄩ | ㄩㄝ | ㄩㄢ | ㄩㄣ | ㄩㄥ |
| Приклад        | 五 | 我   | 位   | 外   | 完   | 文   | 文   | 翁   | 翁   | 玉 | 月   | 元   | 云   | 用   |

| МФА            | p  | pʰ | m  | fɤŋ  | fʊŋ  | ti̯ou̯   | tu̯ei̯   | tʰ | ny   | ly   | kɤɻ    | kʰ | xɤ   |
| Піньїнь        | b  | p  | m  | feng |      | diu    | dui    | t  | nü   | lü   | ger    | k  | he   |
| Тун'юн-піньїнь | b  | p  | m  |      | fong | diou   | duei   | t  | nyu  | lyu  | ger    | k  | he   |
| Вейд-Джайлз    | p  | p' | m  | fêng |      | tiu    | tui    | t' | nü   | lü   | kêrh   | k' | ho   |
| Чжуїнь         | ㄅ | ㄆ | ㄇ | ㄈㄥ | ㄈㄥ | ㄉㄧㄡ | ㄉㄨㄟ | ㄊ | ㄋㄩ | ㄌㄩ | ㄍㄜㄦ | ㄎ | ㄏㄜ |
| Приклад        | 玻 | 婆 | 末 | 封   | 封   | 丟     | 兌     | 特 | 女   | 旅   | 歌儿   | 可 | 何   |

| МФА            | tɕi̯ɛn  | tɕi̯ʊŋ  | tɕʰin  | ɕy̯ɛn   | ʈʂɤ  | ʈʂɨ  | ʈʂʰɤ | ʈʂʰɨ  | ʂɤ   | ʂɨ   | ʐɤ   | ʐɨ  | tsɤ  | tsu̯ɔ   | tsɨ | tsʰɤ | tsʰɨ | sɤ   | sɨ  |
| Піньїнь        | jian   | jiong  | qin    | xuan   | zhe  | zhi  | che  | chi   | she  | shi  | re   | ri  | ze   | zuo    | zi  | ce   | ci   | se   | si  |
| Тун'юн-піньїнь | jian   | jyong  | cin    | syuan  | jhe  | jhih | che  | chih  | she  | shih | re   | rih | ze   | zuo    | zih | ce   | cih  | se   | sih |
| Вейд-Джайлз    | chien  | chiung | ch'in  | hsüan  | chê  | chih | ch'ê | ch'ih | shê  | shih | jê   | jih | tsê  | tso    | tzŭ | ts'ê | tz'ŭ | sê   | szŭ |
| Чжуїнь         | ㄐㄧㄢ | ㄐㄩㄥ | ㄑㄧㄣ | ㄒㄩㄢ | ㄓㄜ | ㄓ   | ㄔㄜ | ㄔ    | ㄕㄜ | ㄕ   | ㄖㄜ | ㄖ  | ㄗㄜ | ㄗㄨㄛ | ㄗ  | ㄘㄜ | ㄘ   | ㄙㄜ | ㄙ  |
| Приклад        | 件     | 窘     | 秦     | 宣     | 哲   | 之   | 扯   | 赤    | 社   | 是   | 惹   | 日  | 仄   | 左     | 字  | 策   | 次   | 色   | 斯  |

| МФА            | ma˥˥ | ma˧˥  | ma˨˩˦ | ma˥˩  | ma     |
| Піньїнь        | mā   | má    | mǎ    | mà    | ma     |
| Тун'юн-піньїнь | ma   | má    | mǎ    | mà    | må     |
| Вейд-Джайлз    | ma1  | ma2   | ma3   | ma4   | ma0    |
| Чжуїнь         | ㄇㄚ | ㄇㄚˊ | ㄇㄚˇ | ㄇㄚˋ | ㄇㄚ・ |
| Приклад        | 媽   | 麻    | 馬    | 罵    | 嗎     |